# Freisen
Freisen è un comune tedesco di 7 789 abitanti, situato nel land della Saarland.